# Nicolas Lunven
Nicolas Lunven, né le 28 novembre 1982 à Vannes, est un navigateur français, deux fois vainqueur de la Solitaire du Figaro.

## Biographie
Nicolas Lunven naît le 28 novembre 1982 à Vannes, dans le Morbihan. Il est le fils de Bruno Lunven, expert en assurances, navigateur qui s'illustra dans les années 1970 — notamment en participant à cinq éditions de la Course de L'Aurore (ancien nom de la Solitaire du Figaro), et à la première Whitbread (course autour du monde en équipage), en 1973 et 1974, à bord de Grand Louis. Dominique Lunven, oncle de Nicolas, termina 2e de la Course de L'Aurore 1973,.
Nicolas commence la voile très jeune, avec ses parents, dans le golfe du Morbihan et dans la baie de Quiberon. À l'adolescence, vient la compétition. Il aborde rapidement la course au large. Il va participer onze fois au Tour de France à la voile (quatre secondes places au classement général et trois victoires au classement amateur-étudiant).

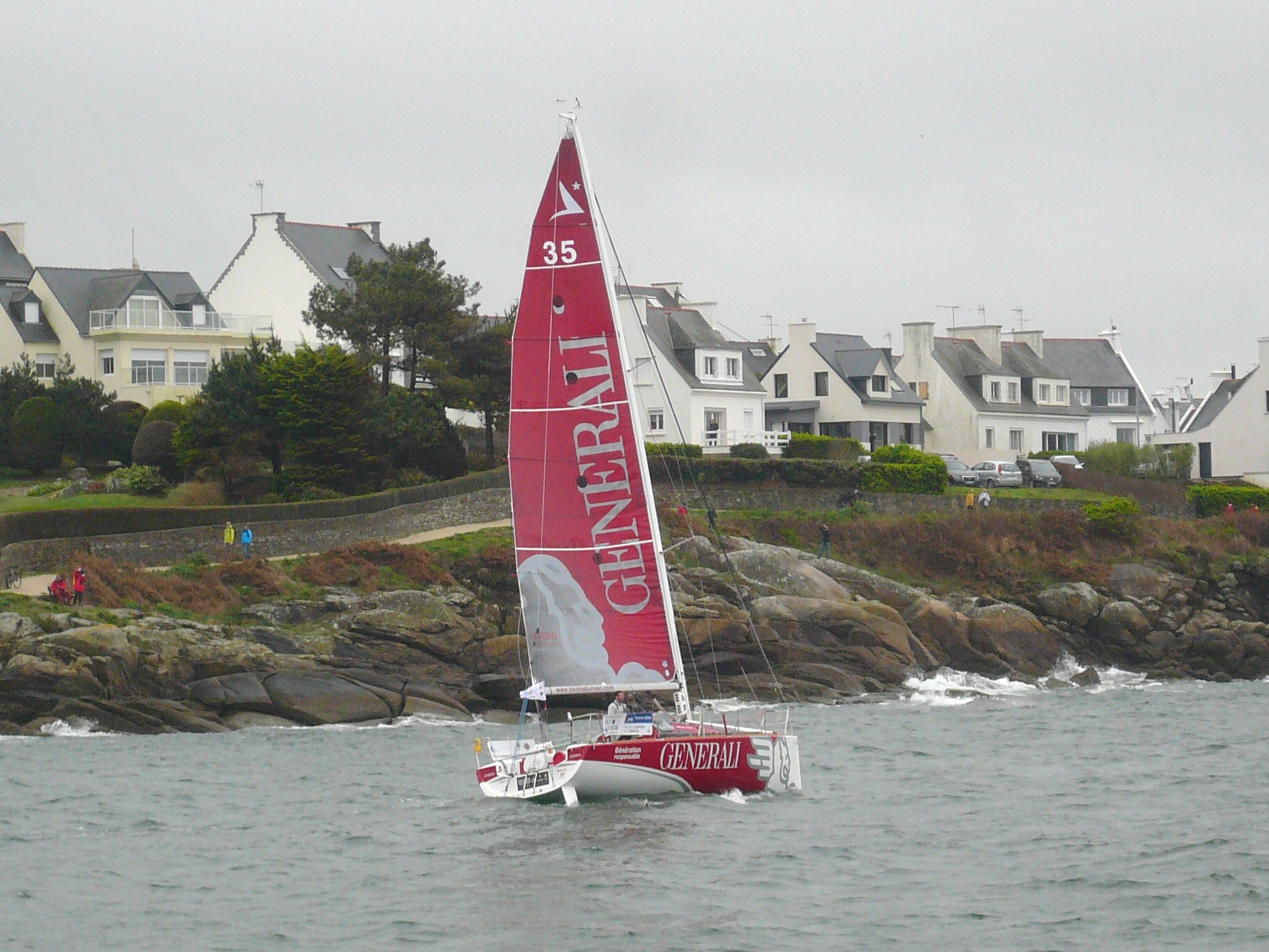
Le Figaro Generali, skippé par Nicolas Lunven et Éric Péron, sort du port de Concarneau pour prendre le départ de la Transat AG2R-La Mondiale 2014.

Il obtient un DUT Techniques de commercialisation à l'IUT de Vannes et un master 2 Gestion et Administration à l'université Bretagne-Sud.
Il termine 14e de la Solitaire du Figaro en 2007 (premier bizuth), et 17e en 2008. Il est vainqueur en 2009. Il termine 3e du championnat de France de course au large en solitaire en 2011, 2012 et 2016. À la barre de Generali, il termine 3e de la Solitaire du Figaro en 2012 et en 2016.

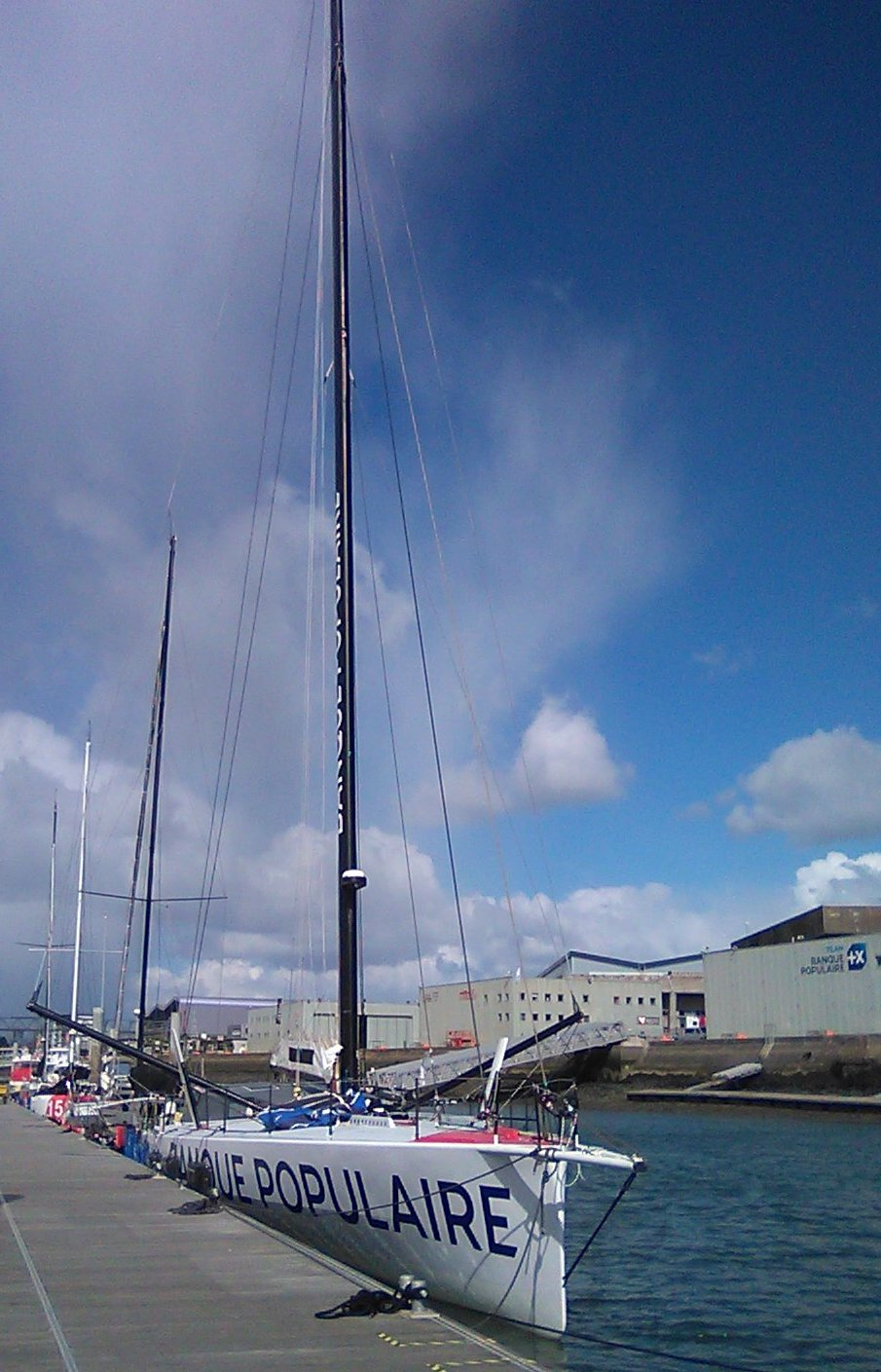
L'Imoca Banque populaire de Nicolas Lunven à Lorient, en avril 2022.

En 2014 et 2015, il participe à sa première Volvo Ocean Race à bord de Mapfre, en tant que navigateur. Il prend le départ de la Transat Jacques-Vabre 2015, en double avec Morgan Lagravière, à bord de Safran II, premier Imoca doté de foils. Une voie d'eau au niveau du foil tribord contraint le duo à l'abandon.
En 2022, il remplace Clarisse Crémer, enceinte, dans les deux premières courses de la saison Imoca, à bord d'un Banque populaire de transition, un bateau loué. Lunven n'a pas encore eu l'occasion de naviguer en solitaire à bord d'un Imoca.

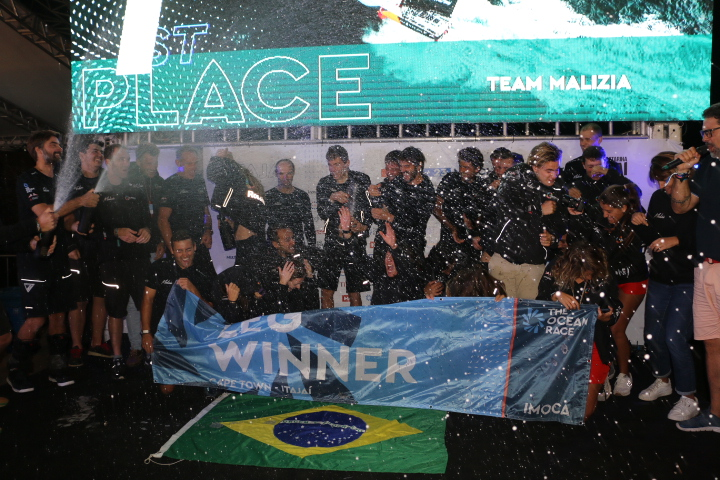

En 2023, Nicolas participe pour la troisième fois à The Ocean Race, toujours en tant que navigateur, à bord de Team Malizia, skippé par Boris Herrmann. L'équipage termine 3e avec 2 victoires d'étapes.
Lors du Vendée Globe 2024, il établit un nouveau record de la plus grande distance parcourue en monocoque et en solitaire en 24 heures avec 546,60 milles à bord de l’imoca Holcim-PRB.

## Engagement
Lunven est ambassadeur de Surfrider Foundation Europe.

## Palmarès

### Figaro Bénéteau
- Transat AG2R :
  - 2016 : 2e avec Gildas Mahé sur Generali[11]

### VO 65 (Volvo Ocean Race / The Ocean Race)
- 1er The Ocean Race Europe 2021, navigateur sur le VO 65 Mirpuri Foudation Racing Team, skippé par Yoann Richomme[12]

### IMOCA 60
- 3e Rolex Fastnet Race 2015 à bord de Safran II, avec Morgan Lagravière[13]
- Abandon dans la Transat Jacques-Vabre 2015, à bord de Safran II, avec Morgan Lagravière
- 2e Rolex Fastnet Race 2019 à bord de PRB avec Kevin Escoffier[14]
- 2e Transat Jacques Vabre 2019 à bord de PRB avec Kevin Escoffier
- 5e Rolex Fastnet Race 2021 à bord d'Initiatives-Coeur avec Samantha Davies[15]
- 5e Transat Jacques Vabre 2021 à bord d'Initiatives Coeur skippé par Sam Davies
- 4e de la Bermudes 1000 Race en 2022, et 1er bateau à dérives droites, à la barre de Banque populaire[16]
- 10e de la Vendée-Arctique 2022, à la barre de Banque populaire[17]